# Gestatten, das sind meine Kohlen!
Gestatten, das sind meine Kohlen! ist eine US-amerikanische Kriminalkomödie des schwedischen Schauspielers Alf Kjellin mit Richard Crenna, Anne Heywood und Fred Astaire, der hier einen seiner letzten Kinoauftritte absolvierte, in den Hauptrollen.

## Handlung
Der in Ehren ergraute britische Geheimdienstoffizier John Pedley ist darüber verwundert, um nicht zu sagen verärgert, dass er nach all den Jahrzehnten im Dienst für das Vaterland nie zum Ritter geschlagen wurde. Er beschließt daraufhin, sich an seinem Land zu rächen und plant, eine Regierungslieferung von Goldbarren im Wert von 15 Millionen Dollar, die von Zürich über Italien nach Tansania ausgeflogen werden soll, zu entführen. Da er diesen Riesencoup nicht allein durchziehen kann, kontaktiert Pedley einen US-amerikanischen Bekannten, den Schriftsteller Mike Warden, der unlängst wegen seiner pazifistischen politischen Ansichten seinen Arbeitsplatz an der Universität verloren hat. Unter dem Vorwand, ihn einem interessierten Verleger vorzustellen, lockt der gewiefte Ex-Geheimdienstler Mike nach Venedig. Dort bringt Pedley ihn mit Sylvia Giroux zusammen. Die attraktive junge Frau ist Pedleys Komplizin beim geplanten Coup. Alle drei, so Pedleys Plan, sollen das tollkühne Husarenstück durchführen und dadurch steinreich werden. 
Während Pedley die Operation von London aus leitet, treffen Sylvia und Mike in Italien die notwendigen Vorkehrungen: Eine Messerschmitt, die von einem ehemaligen Luftwaffenoffizier gesteuert wird, soll das Transportflugzeug mit dem Gold an Bord abschießen, und der einst den Mussolini-Faschisten dienende General Aldo Ferranti soll sich anschließend um den Verkauf der erbeuteten Barren kümmern. Dann aber kommt ein Befehl Pedleys Absichten in die Quere. Sein Vorgesetzter befiehlt ihm in letzter Minute, den Transport zu begleiten und das Flugzeug zu besteigen. Ehe die Messerschmitt ihr tödliches Werk verrichten kann, gelingt es Pedley, mit Hilfe des eigenen Piloten die Maschine sicher zu landen. Dennoch gerät das Gold in die Hände seiner Leute, die die wertvolle Fracht mit drei Lastern abtransportiert. 
Nun wird klar, welche wahre Absicht John Pedley mit diesem Coup verfolgte: Er wollte endlich seine Fähigkeiten als Geheimdienstler unter Beweis stellen und den flüchtigen Ferranti gefangen nehmen. Auch zwei der drei Goldlaster kann der gewiefte Britenoffizier konfiszieren. Währenddessen gelingt Mike und Sylvia die Flucht in dem dritten Laster. Als beide wenig später von der Polizei gestoppt und verhaftet werden, greift Pedley auch diesmal ein und behauptet, die beiden hätten den dritten Lkw in seinem Auftrage unter Kontrolle gebracht, und Mike sei ein ihm untergebener Agent. Pedley gelingt es sogar, Mike und Sylvia mit einer ordentlichen Entschädigung aus dem Versicherungserlös zu „entlohnen“. Nun endlich erhält John Pedley seine heiß ersehnte Adelung: Die Queen schlägt ihn zum Ritter, und Mike und Sylvia heiraten.

## Produktionsnotizen
Entstanden 1968 an mehreren europäischen Außendrehorten wie Venedig, Rom, Mailand und London sowie in den Filmstudios von Tirrenia in der Toskana, kam Gestatten, das sind meine Kohlen! am 30. April 1969 erstmals in die Kinos und erlebte seine Premiere in Chicago. Die deutsche Erstaufführung fand am 6. März 1970 statt.
Selig J. Seligman übernahm die Herstellungsleitung, der Brite Arthur Lawson und sein italienischer Kollege Ezio Cescotti gestalteten die Filmbauten. Massimo Tavazzi übernahm die Ausstattung. 
Der Film floppte beim Publikum: Er kostete rund 1,1 Millionen US-Dollars und spielte lediglich 500.000 Dollars ein.

## Kritiken
Der Movie & Video Guide verortete hier einen „routinierten Raubzugfilm“, der durch „Fred Astaires unvergleichliche Präsenz in der Hauptrolle belebt werde“.
Halliwell‘s Film Guide sah die Geschichte durch Regisseur Kjellin „inkompetent ausgeführt“ und hielt es überdies für einen Fehler, die Räuberstory zugunsten der Love Story in Richtung von Astaires Rekruten (Heywood, Crenna) verschoben zu haben.
Das Lexikon des Internationalen Films befand: „Kriminalkomödie mit originellem Grundeinfall, aber trotz abwechslungsreicher Gestaltung eher blaß-unterhaltsam als amüsant.“